# 特連通空間
在數學上，若在一個拓樸空間{\displaystyle X}中，不存在彼此兩兩不相交的非空閉集，則{\displaystyle X}是一個特連通空間（Ultraconnected space）；與之等價地，一個拓樸空間是特連通空間，當且僅當
其兩個不同的點的閉包之間總有非平凡的交集，因此沒有多於一個點的{\displaystyle T_{1}}空間可以是特連通空間。
所有特連通空間的都是道路连通空間（但未必是弧連通空間）、正规空间、極限點緊緻（Limit point compact）空間和偽緊緻空間（pseudocompact space）。

## 註解
1. 1 2  Steen and Seeback, Sect. 4